# 太鼓芸術鼓宮舞
太鼓芸術鼓宮舞（たいこげいじゅつこくぶ）は、大阪府柏原市を拠点に演奏活動を展開するプロ和太鼓集団である。1998年に外山智亮により設立された。

## 概要
太鼓芸術鼓宮舞は1998年に大阪府柏原市で結成されたグループで、主に神社・仏閣での奉納演奏を中心に、各種学校公演、自主コンサート、被災地復興支援コンサート、など幅広い演奏活動を行っている。また、国内のみに留まらず、2006年アメリカ公演（ロサンゼルス・コロラド州クレストン）、2016年ドイツ公演（フランクフルト・イダーオーバーシュタイン・シュパイアー・ジークブルク）の海外公演も行っている。2017年からは海外公演を軸に活動し、
2019年の3月から4月にかけての全ドイツツアー「The Sound Of Spirit」2020年2月からの「Into The Light」は多くの来場者に支えられ大成功を収めた。
鼓宮舞（こくぶ）とは、太鼓の「鼓」、音階を表す「宮」、舞踊の「舞」の文字を組み合わせて作られた。「太鼓を叩いて皆を勇気づけ、喜びと感動を分かち合い、人々はその音によって舞い踊る」という想いが込められている。
代表、外山智亮の「和太鼓の素晴らしさを世界に広めたい」という想いから有志を募り、以来、小学生・中学生・高校生を中心に活動が始まり、2001年より自主コンサート開催、2002年には世界遺産である奈良県春日大社にて奉納演奏が始まる。これらの演奏が鼓宮舞の成長・発展のきっかけとなった。
鼓宮舞の楽曲は、純粋な和太鼓のもつ音を響かせる曲が多くなっている。それらの曲は国内のみでなく、海外でも評価され、2016年のドイツツアーは大反響を呼び、2017年にもドイツツアーが決定している。また、コンサートホールや舞台上での演奏以外にも、学校や福祉施設での演奏、ワークショップなど、様々な活動を行っている。詳細は海外用ホームページを閲覧

## 沿革
- 1998年　　 和太鼓鼓宮舞　結成
- 2000年
  - 8月  奈良県 燈花会オープニングセレモニー演奏
- 2001年
  - 7月  京都国際会議親善演奏
  - 9月  リビエールホール[注釈 1]コンサート（ユニセフ協賛）
- 2002年
  - 1月  春日大社 奉納演奏
  - 3月  奈良新聞社シニア総会演奏
  - 6月  ワールドカップ英国サポーター親善演奏
  - 9月  リビエールホールチャリティーコンサート（ユニセフ協賛）
  - 12月  ルワンダ救済チャリティー出演
- 2003年
  - 1月　春日大社 奉納演奏
  - 9月　リビエールホールチャリティーコンサート（ユニセフ協賛）
- 2004年
  - 1月　春日大社 奉納演奏
  - 8月　アメリカ公演（コロラド州クレストン）
  - 11月  リビエールホールチャリティーコンサート（ユニセフ協賛）
- 2005年
  - 1月　春日大社 奉納演奏
  - 11月  リビエールホールチャリティーコンサート（ユニセフ協賛）
- 2006年
  - 1月　春日大社 奉納演奏
  - 8月　アメリカ公演（ロサンゼルス・クレストン）
  - 11月  リビエールホールチャリティーコンサート（ユニセフ協賛）
- 2007年
  - 1月　春日大社 奉納演奏
  - 5月　春日大社 奉納演奏
  - 11月  リビエールホールチャリティーコンサート（ユニセフ協賛）
- 2008年
  - 5月　春日大社 奉納演奏
  - 11月  リビエールホールチャリティーコンサート（ユニセフ協賛）
- 2009年
  - 1月　春日大社 奉納演奏
  - 5月　春日大社 奉納演奏
  - 10月　リビエールホールチャリティーコンサート（ユニセフ協賛）
- 2010年
  - 1月　春日大社 奉納演奏
  - 5月　春日大社 奉納演奏
  - 9月　枚岡神社 薪能後日奉納祭 奉納演奏
  - 11月  リビエールホールチャリティーコンサート（ユニセフ協賛）
- 2011年
  - 1月　春日大社 奉納演奏
  - 4月　東日本大震災支援チャリティーコンサート（リビエールホール）
  - 5月　春日大社 奉納演奏
  - 5月　大阪ユニセフデー（梅田スカイビル「タワーウエスト」）
  - 7月　岩手県 釜石市・大槌町 慰問演奏
  - 9月　枚岡神社 感謝奉納祭 奉納演奏
  - 10月  リビエールホールチャリティーコンサート（10周年記念コンサート・ユニセフ協賛）
- 2012年
  - 1月　春日大社 奉納演奏
  - 1月　2012 New Year Concert in 岐阜
  - 4月　岩手復興支援チャリティーコンサート（盛岡市 姫神ホール・山田町 中央公民館）
  - 5月　春日大社 奉納演奏
  - 7月　真鼓音太鼓（アメリカ）合同 東日本大震災復興支援チャリティーコンサート（リビエールホール）
  - 10月 リビエールホールチャリティーコンサート（ユニセフ協賛）
- 2013年
  - 1月　春日大社 奉納演奏
  - 4月　いわき市・仙台市復興支援演奏
  - 5月　春日大社 奉納演奏
  - 7月　リビエールホールチャリティーコンサート（ユニセフ協賛）
  - 9月　枚岡神社 感謝奉納祭 奉納演奏
- 2014年
  - 5月　春日大社 奉納演奏
  - 9月　吉野神宮 秋の大祭 奉納演奏
  - 9月　枚岡神社 感謝奉納祭 奉納演奏
  - 10月  リビエールホールチャリティーコンサート（ユニセフ協賛）
- 2015年
  - 1月　春日大社 奉納演奏
  - 4月　吉野神宮 春の大祭 奉納演奏
  - 5月　春日大社 奉納演奏
  - 7月　里山コンサート（大淀町岩壺）
  - 7月　リビエールホールチャリティーコンサート（ユニセフ協賛）
  - 8月　青山台サマーフェスティバル（吹田市）
  - 9月　枚岡神社 感謝奉納祭 奉納演奏
- 2016年
  - 1月　春日大社 奉納演奏
  - 3月　ドイツツアー公演2016（フランクフルト他）
  - 4月　吉野神宮 春の大祭 奉納演奏
  - 5月　熊本復興支援コンサート（リビエールホール・柏原市後援）
  - 5月　春日大社 奉納演奏
  - 6月　熊本地震復興支援コンサート（あらかしホール・大淀町、大淀町社会福祉協議会後援）
  - 7月　天川大辨財天社（天河神社）例大祭 奉納演奏
  - 8月　太鼓フェスティバル（八尾市文化会館プリズムホール・八尾市後援・ユニセフ協賛）
  - 9月　枚岡神社 感謝奉納祭 奉納演奏
  - 10月　SEED FREEDOM （未来へつなぐ種・土・食2016）オープニング演奏（近畿大学）
  - 12月　枚岡神社 天の岩戸開き神事 奉納演奏

- 2017年1月より、「太鼓芸術鼓宮舞」として活動。2019年からは海外公演を軸に活動を行なっている。

✳︎2018年　2月　ドイツ10都市で公演　他国内公演4ヶ所
✳︎2019年　3月から4月　ドイツ14都市でコンサートツアーを行い、国内公演5ヶ所
　2020年　2月から3月中旬　ドイツ18都市でコンサートツアーを行う。
　2023年　1月から3月下旬　ヨーロッパ4ヵ国39都市でコンサートツアーを行う。

## 曲目・楽器
鼓宮舞の曲は主に宮太鼓、桶胴太鼓、締め太鼓、尺八、篠笛から構成されている。曲によって、銅鑼やチャッパ、鉄筒が使用されることもある。コンサートは約2時間で、およそ10曲演奏する。
大太鼓は、5尺の大締太鼓を軸に4尺5寸の国産欅（けやき）製大太鼓が使用されている。
楽曲は全て創作し、主に太鼓から発せられる音と美を表現している。太鼓のもつ力強さを表現し、創作された曲として、「興隆」「隼」「いぶき」「天馬」「幸」これらはコンサート会場では、根強い人気曲となっており、鼓宮舞の持つ精神性、音楽性をアピールしている曲である。

## メンバー
- 代表：外山 智亮（Chiaki Toyama）

高崎将充　（Takasaki Masamitsu）
壱太郎（Ichitaro）
乾　太樹　（Taiki Inui）
榊原　歩　（Sakakibara Ayumi）
守安　仁　（Moriyasu Jin）
竹内碧海　（Takeuchi Marin）
外山 華梨　（Karin Toyama ）
外山 稜祐（Ryosuke Toyama）
　他5名